# Enrique Esqueda
Enrique Alejandro Esqueda Tirado (Querétaro, México, 19 de abril de 1988) é um futebolista mexicano.

## Biografia
Nascido em Queretaro, México, no dia 19 de abril de 1988. Foi revelado pelo clube mexicano América, Esqueda ganhou com a Seleção do México o Campeonato Mundial de Futebol Sub-17 em 2005. Com a seleção do seu país, conquistou a medalha de bronze no torneio de futebol dos Jogos Pan-americanos de 2007 sendo o artilheiro da competição com 4 gols juntamente ao jamaicano Kemmar Daley. Foi convocado pela primeira vez para a seleção principal pelo tecnico e ex-jogador Hugo Sánchez em 17 de agosto, começando assim sua carreira promissora pela seleção. Para seu azar, começou com derrota de 1 x 0 contra a Colombia, mas sua participação 25 minutos antes de acabar o jogo, arrancou elogios de muitos...
Com o América, conquistou a InterLiga em 2008.

## Equipes
- América: 2005 até hoje

## Títulos
- Seleção do México: Campeonato Mundial de Futebol Sub-17 - 2005
- América: InterLiga - 2008

## Campanhas de destaque
Seleção do México
- Jogos Pan-americanos - medalha de bronze (2007)

 América
- Copa Libertadores da América: 3º lugar - 2008

## Artilharia
- Seleção do México: Jogos Pan-americanos de 2007 - 4 gols*

*Obs: junto com o jamaicano Kemmar Daley